# Eremothyris
Eremothyris is een geslacht van vlinders van de familie stippelmotten (Yponomeutidae).

## Soorten
- E. candidella Viette, 1963
- E. griveaudi Gibeaux, 1982
- E. iambiodella Viette, 1958
- E. luctuosa Gibeaux, 1982
- E. luqueti Gibeaux, 1993
- E. primoti Gibeaux, 1993
- E. ratovosoni Gibeaux, 1982
- E. tabulatrix (Meyrick, 1930)
- E. toulgoeti Gibeaux, 1982
- E. viettei Gibeaux, 1982